# Pendulum (Eberhard Weber)
| Recensione | Giudizio |
| ---------- | -------- |
| AllMusic   |          |

Pendulum  è un album in studio del bassista e compositore tedesco Eberhard Weber, registrato nella primavera del 1993 a Monaco di Baviera e pubblicato lo stesso anno. È interamente composto da brani in cui l'unico strumento che li esegue è il contrabbasso, mixato in maniera stratificata per creare diversi effetti sonori e musicali.

## Accoglienza
Scott Yanow del sito AllMusic assegna all'album un voto di quattro stelle e mezzo (solo altri due dischi di Weber hanno un voto così alto: The Colours of Chloë e Fluid Rustle), scrivendo che: «Dal momento che è un forte compositore, che riesce a coprire un ampio spettro di stati d'animo in questa serie di brani originali e che evita l'uso dei suoi effetti artificiosi, Weber crea un'opera introversa ma accessibile il cui appello dovrebbe estendersi oltre i soli amanti dei bassi».

## Tracce
Tutte le composizioni di Eberhard Weber
1. Bird Out of Cage - 5:04
2. Notes After an Evening - 4:15
3. Delirium - 5:20
4. Children's Song No. 1 - 5:41
5. Street Scenes - 5:26
6. Silent for a While - 7:42
7. Pendulum - 8:41
8. Unfinished Self-Portrait - 4:34
9. Closing Scene - 6:36

## Formazione
- Eberhard Weber - contrabbasso